# フランクリン郡区 (アイオワ州アパヌース郡)
フランクリン郡区は、アメリカ合衆国、アイオワ州、アパヌース郡にある18の郡区の一つである。2000年の国勢調査で、人口は169人だった。

## 地理
フランクリン郡区は、87.9平方キロメートル（33.93平方マイル)で、組み込まれている自治体(incorporated settlements)は存在しない。アメリカ地質調査所によると、この郡区はHibbsvilleとLivingstonとSchultzの3つの霊園が含まれている。